# Pleurophascum
Pleurophascum, rod pravih mahovina smještena u vlastitu porodicu Pleurophascaceae, dio reda Pottiales. Postoje dvije priznate vrste.
Porodica je opisana 1906.

## Vrste
1. Pleurophascum grandiglobum Lindb.
2. Pleurophascum occidentale R.E. Wyatt & A.H. Stoneb.